# 小藍蟹
小藍蟹是一種美青蟹屬物種。

## 特徵
小藍蟹最後的步足扁平，適合游泳。公蟹可以闊達12.2厘米，雌蟹則闊9.5厘米。
小藍蟹的最為接近Callinectes danae及Callinectes ornatus。Callinectes danae也在墨西哥灣出沒，更南至南里奧格蘭德州；而Callinectes ornatus則分佈在北卡羅來納州至南里奧格蘭德州。小藍蟹公蟹的第一及第二步足與C. danae及C. ornatus有所分別。小藍蟹的甲殼上有6隻牙齒，而藍蟹的只有兩隻。

## 分佈
小藍蟹分佈在大西洋、加勒比海及由美國至哥倫比亞的墨西哥灣。其北方界限位於德拉瓦灣（Delaware Bay）。在美青蟹屬中的物種很易混淆，現時相信在墨西哥灣內（除了佛羅里達州）所有聲稱為C. danae及C. ornatus其實是小藍蟹。

## 生態
小藍蟹棲息在沼澤及河口，在海灣中數量最多。它們只限於不少於15‰鹽度的環境，而溫度也會影響繁殖。
小藍蟹主要吃植物、魚類、多毛類、其他甲殼類如北褐蝦、軟體動物如侏儒蛤、及碎屑。
小藍蟹會於春天及冬天產卵，雌蟹會回到海濱帶產卵。雌蟹平均可以帶著25萬顆卵。

## 漁業
雖然小藍蟹並非主要漁獲，但有時也會與藍蟹一同被捕捉。